# 復興特別区域
復興特別区域（ふっこうとくべつくいき）、略して復興特区（ふっこうとっく）とは、東日本大震災の復興対策のひとつとして、規制や税制などを優遇される地域の総称である。

## 概要
東日本大震災復興基本法第10条及び東日本大震災復興特別区域法に基づき、復興特別区域制度が創設された。復興特別区域制度は、震災により一定の被害を生じた区域（227市町村の区域、2012年2月22日時点）において、その全部又は一部の区域が特定被災区域である地方公共団体が、特例を活用するための計画作成を行うことができることとし、各地域が自らの被災状況や復興の方向性に合致し、活用可能な特例を選び取る仕組み。
土地利用規制の窓口を一元化し、区画整理を伴う復興計画を早く実現できるように定められた。また下記の種類を設けることでその種類に応じて、それに対応した規制緩和や各種税制（例:法人税など）の免除や減税、国からの復興交付金の交付などを行い、その地域における復興さらにはその先の生活に関してあらゆることを促進させる。
なお、計画主体が複数ある場合にはその組織間で調整を行う「地域協議会」を設置して協議を行うことが任意（一部の事項に関しては必須）で求められている。

## 特区の種類
以下の8つがある。
復興まちづくり推進
二度と津波被害による人的被害を出さない安全・安心なまちの実現、住居・都市施設等の迅速な復興の実現。
民間投資促進
被災企業の早期の事業再開・ものづくり産業の更なる集積、低炭素型産業の東北への集積。
水産業復興
壊滅的被害を受けた水産業の早期復興、生産・加工・販売の一体化等による競争力のある水産業の構築。
農業・農村モデル創出
甚大な被害を受けた農業の早期復興、収益性の高い農業の実現。
交流ネットワーク復興・強化
交通インフラの迅速な復旧、ネットワーク機能の強化、防災機能の強化。
クリーンエネルギー活用促進
震災復興に当たりクリーンエネルギーの積極的な導入、環境配慮と経済発展が両立した先進的地域の実現。
医療・福祉復興
壊滅的被害を受けた沿岸部における医療・福祉サービスの確保、先進的な地域包括医療体制の構築。
教育復興
壊滅的被害を受けた沿岸部の教育環境のすみやかな復興、学校に地域コミュニティの防災拠点としての機能を付与、精神的・経済的被害を受けた児童生徒に対する万全のケア、地域の復興・未来を支える人材の育成、学業継続の支援、被害を受けた貴重な文化財の修復・保全。

## 適用地域
復興特別区域としての計画作成ができる地方公共団体の区域は、東日本大震災により一定の被害が生じた区域である特定被災区域である。ただし、上記全てが適用されるわけではない。
特定被災区域は、災害救助法が適用された市町村の区域（東日本大震災復興特別区域法施行令で定めるものを除く。）又はこれに準ずる区域として東日本大震災復興特別区域法施行令で定めるものである（227市町村の区域、2012年2月22日時点）。
北海道
鹿部町、八雲町、広尾町、浜中町
東北
- 青森県
  - 八戸市、三沢市、おいらせ町、階上町
- 岩手県全市町村
- 宮城県全市町村
- 福島県全市町村

関東
- 茨城県
  - 水戸市、日立市、土浦市、古河市、石岡市、結城市、龍ケ崎市、下妻市、常総市、常陸太田市、高萩市、北茨城市、笠間市、取手市、牛久市、つくば市、ひたちなか市、鹿嶋市、潮来市、常陸大宮市、那珂市、筑西市、坂東市、稲敷市、かすみがうら市、桜川市、神栖市、行方市、鉾田市、つくばみらい市、小美玉市、茨城町、大洗町、城里町、大子町、阿見町、河内町、利根町、東海村、美浦村
- 千葉県
  - 千葉市、銚子市、市川市、船橋市、松戸市、野田市、成田市、佐倉市、東金市、旭市、習志野市、柏市、八千代市、我孫子市、浦安市、印西市、富里市、匝瑳市、香取市、山武市、大網白里市、酒々井町、栄町、神崎町、多古町、東庄町、九十九里町、横芝光町、白子町

- 栃木県
  - 宇都宮市、足利市、佐野市、小山市、真岡市、大田原市、矢板市、那須塩原市、さくら市、那須烏山市、益子町、茂木町、市貝町、芳賀町、高根沢町、那須町、那珂川町
- 埼玉県
  - 久喜市

信越
- 新潟県
  - 十日町市、上越市、津南町
- 長野県
  - 野沢温泉村、栄村

## 特例
復興特別区域の税制上の特例措置は、被災地の雇用機会の確保のために行われ、復興推進計画の目標を達成するために、産業集積及び活性化の取り組みを推進すべき区域（以下「復興産業集積区域」という）内で雇用に大きな被害が生じた地域で雇用機会に寄与する事業を行う個人事業主と、法人を対象として創設された。復興特区税制の対象地域は、内陸部に比べて復興が遅れている沿岸部の産業復興への重点化することとされ、特定復興産業集積区域になった。特定復興産業集積区域とは、復興産業集積区域の中でも東日本大震災からの復興の状況を勘案して産業集積及び活性化を図ることが、特に必要な区域として政令で定めるものに該当する区域をいう。以下の42市町村の区域が選ばれた。
●岩手県内（12 市町村）
宮古市、大船渡市、久慈市、陸前高田市、釜石市、上閉伊郡大槌町、下閉伊郡山田町、下閉伊郡岩泉町、下閉伊郡田野畑村、下閉伊郡普代村、九戸郡野田村、九戸郡洋野町
●宮城県内（15 市町）
仙台市（青葉区、太白区及び泉区を除く）、石巻市、塩竈市、気仙沼市、名取市、多賀城市、岩沼市、東松島市、亘理郡亘理町、亘理郡山元町、宮城郡松島町、宮城郡七ヶ浜町、宮城郡利府町、牡鹿郡女川町、本吉郡南三陸町
●福島県内（15 市町村）
いわき市、相馬市、田村市、南相馬市、伊達郡川俣町、双葉郡広野町、双葉郡楢葉町、双葉郡富岡町、双葉郡川内村、双葉郡大熊町、双葉郡双葉町、双葉郡浪江町、双葉郡葛尾村、相馬郡新地町、相馬郡飯舘村
課税の特例を受けるためには、市町村の指定及び事業実施状況の認定を受ける必要がある。指定を受けると、特別償却または税額控除が行われる仕組みか、法人税等が特別控除される仕組みかを選択できる。2021年3月31日までに認定地方公共団体の認定を受けた個人事業者または、法人が復興産業集積区域において取得等し、事業用に機械・装置及び建築物について特別償却または税額控除できる。指定の日から5年間は、復興産業集積区域内の事務所における被災雇用者に対する給与等支給額の一部を控除できる。2012年3月30日以後に設立された一定の要件を満たす法人に限り、新規立地促進税制により、新規立地新規企業を5年間無税にするかを選択し、適用することができる。平成26年度税制改正の大網には、復興特別区域内の再投資等準備金の積立て期間内における区域外への事業所の設置について、製造する製品の販路開拓等のための小規模なものは可能となるよう、要件を緩和することが記載された。研究開発税制では、開発研究用減価償却資産について普通償却限度額に加え、取得価額まで特別償却することができる。また、開発研究用減価償却費の減価償却費を特別試験研究として適用することができる。被災者向け優良賃貸住宅には、大きな被害が生じ復興推進計画の目標を達成するために、居住の安定の確保及び居住者の利便性を増進の取り組みを推進すべき区域(以下「復興居住区域」という）内における被災者向け優良賃貸住宅事業者に、特別償却か税額控除を選択出来るようにした。支援利子補給金は、被災地の復興に向け復興推進計画を実施する上で中核となる事業に、必要になる資金の融資に対して利子補給金を支給することにより、事業の円滑な実施を支援する。平成28年度税制改正では、特例措置の期限が2021年3月31日まで延長された。平成29年度税制改正では、被災者向け優良賃貸住宅を取得等し、賃貸の用に供した際の特例措置が2021年3月31日まで延長された。2019年度税制改正では、機械等に係る特別償却等の特例措置と被災雇用者等を雇用した場合の税額控除の特例措置、開発研究用資産に係る特別償却等の特例措置を津波被災地域（復興特区法等で定める雇用等被害地域を含む市町村の区域内）の復興産業集積区域に限り、2019年度・2020年度に引下げず、平成30年度までと同水準に拡充された。令和3年3月末まで税制上の特例措置が設けられていたところだが、令和3年度税制改正により沿岸市町村等の特定被災区域においては、特例期間が3年間（令和6年3月末まで）延長された。令和8年3月31日までの間に、防災集団移転促進事業により買い取った住宅地等（移転元地）の集約化及び一体的な利活用を図るため、民有地と公有地を交換する場合に、民有地所有者に課税される所有権移転登記に対する登録免許税を免税とする。令和8年3月31日までの間に、個人等の有する土地等で特定住宅被災市町村の区域内にあるものが、地方公共団体、独立行政法人都市再生機構、地方住宅供給公社、地方道路公社又は土地開発公社が行う東日本大震災からの復興のための事業の用に供するために買い取られる場合には、譲渡所得から特別控除（2,000万円）が適用できる。